# Raymond Errera
Raymond Errera, né le 29 janvier 1931 à Saint-Gilles (Belgique) et mort le 10 avril 2019 à Jette (Belgique) est un attaché de presse, journaliste, compositeur et musicien belge.
Raymond Errera est reconnu pour avoir été l'attaché de presse de figures majeures de la scène artistique francophone telles que Jacques Brel, Claude François, et Annie Cordy. Il fut également attaché de presse du cirque Bouglione et du Festival International du Rire de Rochefort.

## Biographie

### Jeunesse et contexte familial
Raymond Albert Errera (1888-1977) est le fils unique de Samuel Errera, entrepreneur italien originaire de Thessalonique, et de Nelly Zabulon Levy (1903-1990), appartenant à une famille juive itinérante de nationalité britannique, née au Caire. La famille Errera, d’origine italienne, compte parmi ses membres notables Léo Errera, botaniste, et Paul Errera, juriste et recteur de l’Université libre de Bruxelles.
Dès son plus jeune âge, Raymond Errera se passionne pour la littérature et le journalisme. Pendant ses années à l’Athénée royal d’Uccle, il fonde et dirige le journal de l’école "L'équipe", où il interviewe diverses personnalités telles que Jean Cocteau.

### Débuts dans la musique et le journalisme
En 1950, il s’inscrit en droit à l’Université libre de Bruxelles, bien qu’il assiste rarement aux cours, étant poussé à s'impliquer dans l’entreprise familiale
. Néanmoins, son cœur penche vers des activités culturelles et artistiques. Il commence par faire de la critique cinématographique. En 1952, il entre au Théâtre de Poche où il écrit notamment la musique des Harengs terribles d'Alexandre Brefford
. Des passages de cette musique sont ensuite réutilisés pour composer la comédie musicale Irma-la-Douce
. Il compose de la musique, accompagne des pièces de théâtre au piano et à la voix, et joue dans des cabarets comme le Moulin-Rouge bruxellois. Parallèlement, il collabore à des quotidiens et magazines. Chansonnier et musicien accompli, il maîtrise le piano, la mandoline et l'ondioline, et écrit plusieurs chansons, notamment avec Marino Marini, dont Ma petite Monique et Dans les rues de Bruxelles, bien que celles-ci rencontrent un succès limité
.

### Service militaire et premières activités professionnelles
En 1953, Raymond Errera effectue son service militaire dans un centre d’instruction à Malines. Peu attiré par les activités militaires, il propose d’organiser les fêtes marquant le départ des conscrits, ce qui lui est accordé. Il fait ainsi appel à ses amis artistes, parmi lesquels Jacques Brel et Édouard Caillau, pour se produire bénévolement. Durant son service militaire, il écrit la marche de la quatrième compagnie.
Après son service, il est engagé par le centre culturel de Malines et le casino de Knokke pour organiser des spectacles. À partir de 1955, il décide de se tourner vers le métier d’attaché de presse, devenant progressivement une figure incontournable dans ce domaine.
En 1958, il couvre l’Expo 58 pour le journal La Nouvelle Gazette.
En 1963, Jean-Claude Mennessier (nl) lui demande de faire partie de son équipe pour l'émission radiophonique De Ville en Ville et ensuite de devenir son assistant de production. La collaboration dure 5 ans.

### Carrière d’attaché de presse
Raymond Errera travaille dans les années 1950 comme attaché de presse pour le cabaret  Chez Paul au Gaity, situé à Bruxelles. Il accompagne également Bobbejaan Schoepen, notamment lorsque Jacques Brel assure la première partie de ce dernier à l’Ancienne Belgique en janvier 1955. Il devient par la suite l'attaché de presse de Jacques Brel.
L’une des premières célébrités à lui faire confiance est le chanteur français Claude François qui le charge des relations presse pour la Belgique. Leur collaboration débute de manière atypique, le chanteur déclarant : « Je sais ce que tu fais et voilà ce que je veux : tu es mon attaché de presse depuis quatre jours avec effet rétroactif ! ». Ce partenariat dure neuf ans. Raymond Errera travaille ensuite avec Pierre Perret, puis avec des artistes tels qu’Annie Cordy, Raymond Devos, Guy Béart, Charles Aznavour, Gérard Lenorman, Chantal Goya, Henry Dès et Daniel Lavoie.
Raymond Errera est également attaché de presse du casino de Knokke dans les années 60, puis du cirque Bouglione en Belgique et du Centre Culturel d’Auderghem.

### Festival International du Rire de Rochefort
En 1981, Raymond Errera devient attaché de presse et responsable des relations publiques du Festival International du Rire de Rochefort (FIRR), fonction qu’il occupe jusqu’à sa retraite en 2000. Il reste ensuite bénévole, aidant à l’organisation du festival jusqu’à sa mort. Surnommé "Papa Festival", il est considéré comme la mémoire de l’événement. Il est apprécié pour sa serviabilité, son sourire, son calme en toutes circonstances et sa diplomatie. Il est reconnu pour avoir un carnet d'adresses très complet. Il est nommé à titre honorifique deuxième Maire du Rire en mai 2011. En son hommage, il apparaît dans une fresque murale réalisée dans la ville, et le prix de la presse du Tremplin du Rire est renommé prix Raymond Errera.

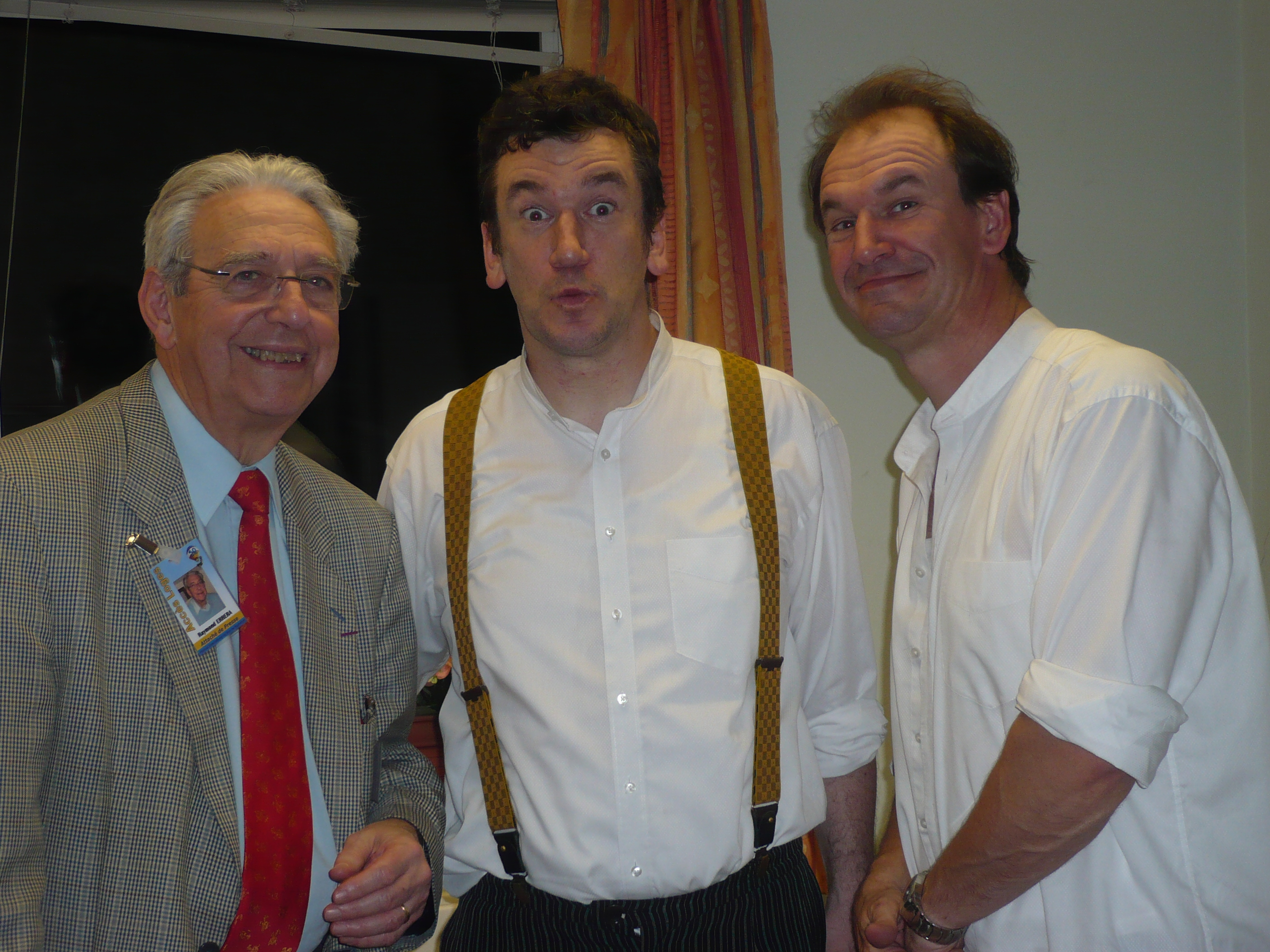
Raymond Errera accompagné des Frères Taloche lors de la 30ème édition du FIRR en mai 2010.

### Autres activités et fin de carrière
En 1972, il est brièvement nommé échevin de la culture de la commune de Koekelberg, où il réside pendant plus de 60 ans.
Il fait également des apparitions dans deux films réalisés par Jacques Brel : Franz (1972) et Le Far West (1973).
Durant sa carrière, il co-anime plusieurs émissions télévisées de la RTBF, telles que Chansons à la carte et La Bonne Étoile.
Il prend sa retraite en 2000.

### Vie personnelle
Au cours de l'Expo 58, Raymond Errera fait la connaissance de Hélène de Médicis, mannequin, alors hôtesse dans l'un des pavillons de l'exposition. Après s'être perdus de vue quelques années, ils se retrouvent et se marient le 13 septembre 1968. De cette union naît une fille, Catherine (née en 1972), et deux petits-enfants, Quentin (né en 1997) et Ondine (née en 2001).
Il meurt à Jette le 10 avril 2019, à l’âge de 88 ans.

## Distinctions et hommages
- Chevalier de l'Ordre de Léopold, titre attribué par arrêté royal du 11 mai 1998[18].
- Citoyen d’honneur de la Ville de Rochefort[19]
- Deuxième Maire du Rire de Rochefort[15]
- Citoyen d'honneur de la commune de Koekelberg
- Citoyen d’honneur de la commune libre du Sablon
- Apparition dans son propre rôle d'attaché de presse du cirque Bouglione dans la bande dessinée "Coup de griffes chez Bouglione" mettant en scène Ric Hochet, de Tibet et Duchâteau[7]
- Prix de la presse rebaptisé prix Raymond Errera, décerné lors du Tremplin du Rire du Festival International du Rire de Rochefort